# San Ramón, General Pánfilo Natera
San Ramón är en ort i Mexiko.   Den ligger i kommunen General Pánfilo Natera och delstaten Zacatecas, i den centrala delen av landet, 500 km nordväst om huvudstaden Mexico City. San Ramón ligger 2 120 meter över havet och antalet invånare är 635.
Terrängen runt San Ramón är lite kuperad, och sluttar österut. Runt San Ramón är det ganska glesbefolkat, med 48 invånare per kvadratkilometer. Närmaste större samhälle är General Pánfilo Natera, 3,8 km nordost om San Ramón. Omgivningarna runt San Ramón är i huvudsak ett öppet busklandskap.